# Ludwika Kwas
Ludwika Kwas, född 1944 i Polen, är en polsk-svensk fotograf och målare.
Kwas studerade konst vid Warszawas konstakademi och vid konstindustriella skolan i Stockholm. Han är sedan 1969 bosatt i Sverige. Separat ställde han ut på Galerie Bengtsson i Stockholm och på Art Center i Västerås och han har medverkat i samlingsutställningar i Stockholm, Paris och Warszawa. Hans konst består av abstrakta oljereliefer och naturtrogna figurmotiv. 